# گام مینور
گام کوچک یا گام مینور (به انگلیسی: Minor Scale) نوعی گام دیاتونیک است که درجه سوم آن نسبت به نت پایهٔ گام دارای فاصله سوم کوچک می‌باشد.

## گونه‌های گام مینور
در موسیقی غربی سه گونه گام کوچک رایج است که عبارت‌اند از گام کوچک نظری (تئوریک)، هماهنگ (هارمونیک) و نغمگی (ملودیک).

### گام مینور تئوریک(طبیعی)
هرگاه نیم پرده‌های گامی بین درجات دوم وسوم و پنجم و ششم واقع شوند آن گام را کوچک نظری یا مینور تئوریک (به فرانسوی: Mineur naturel) گویند. فاصله‌های درجات این گام نسبت به تونیک این گونه هستند: دوم بزرگ، سوم کوچک، چهارم و پنجم درست، ششم و هفتم کوچک و هشتم درست.
گام دو ماژور به این شکل است: C D E F G A B C بنابراین گام مینور نسبی آن به این ترتیب می‌شود: A B C D E F G A (لا درجه ششم گام دو بزرگ است)

### گام مینور هارمونیک
هرگاه درجه هفتم گام مینور تئوریک را برای ایجاد محسوس نیم‌پردهٔ کروماتیک بالا ببریم، به گام کوچک هماهنگ یا مینور هارمونیک (به فرانسوی: Mineur harmonique) تبدیل می‌شود. در این گام فاصله بین درجات ششم و هفتم یک و نیم پرده است. در نتیجه شامل سه نیم پرده در میان درجات دوم و سوم، پنجم و ششم و هفتم و هشتم خواهد بود و فاصله‌های درجات آن نسبت به تونیک به ترتیب عبارت‌اند از: دوم بزرگ، سوم کوچک، چهارم و پنجم درست، ششم کوچک، هفتم بزرگ و هشتم درست.
برای نمونه در تونالیته لا ، گام مینور هارمونیک به این شکل خواهد بود: A B C D E F G# A

### گام مینور ملودیک
هرگاه درجه ششم و هفتم گام کوچک تئوریک را در حالت بالا رونده نیم پرده کروماتیک بالا ببریم و در حالت پایین رونده مجدداً آن‌ها را پایین بیاوریم، گام کوچک نغمگی یا مینور ملودیک (به فرانسوی: Mineur mélodique) به وجود می‌آید که فاصله درجات آن در حالت بالارونده نسبت به تونیک از این قرار است: دوم بزرگ، سوم کوچک، چهارم و پنجم درست، ششم و هفتم بزرگ و هشتم درست. روشن است که حالت پایین رونده آن مانند گام کوچک نظری خواهد بود.